# Аморфа
Амо́рфа (лат. Amórpha), или безобра́за — небольшой род листопадных кустарников и полукустарников семейства Бобовые (Fabaceae).
Научное название рода происходит от греч. ἄμορφος — уродливый, безобразный, так как цветки не имеют крыльев и лодочки (венчик мотылькового типа).

## Распространение и экология
В природе ареал рода охватывает южные районы Канады, практически всю территорию США и северные районы Мексики.
Представители рода произрастают на освещённых сухих почвах. 

## Биологическое описание
Листорасположение очерёдное. Листья сложные, непарноперистые; листочки многочисленные, до 45, цельные, цельнокрайные, сидячие или на коротких черешочках, голые или опушённые.
Цветки от тёмно-фиолетовых до белых, мелкие, в конечных узких, многоцветковых кистях или метёлках. Чашечка колокольчатая с пятью короткими одинаковыми или разными зубцами, железисто-точечная; венчик из одного широкого паруса с коротким ноготком. Крылья и лодочки отсутствуют. Тычинок 10, сросшихся нитями; завязь сидячая, с двумя семяпочками.
Бобы короткие, обычно с одним семенем, не раскрывающиеся, голые или опушённые, с железистыми бородавочками. Семена удлинённо-почковидные, гладкие, блестящие.

## Классификация

### Виды
По информации базы данных The Plant List, род включает 18 видов:
- Amorpha apiculata Wiggins
- Amorpha californica Torr. & A.Gray — Аморфа калифорнийская
- Amorpha canescens Pursh — Аморфа седоватая
- Amorpha confusa (Wilbur) S.C.K.Straub, Sorrie & Weakley
- Amorpha crenulata Rydb.
- Amorpha croceolanata P.W.Watson
- Amorpha fruticosa L. typus[1] — Аморфа кустарниковая
- Amorpha georgiana Wilbur
- Amorpha glabra Poir. — Аморфа голая
- Amorpha herbacea Walter — Аморфа травянистая
- Amorpha laevigata Torr. & A.Gray
- Amorpha nana C.Fraser — Аморфа карликовая
- Amorpha nitens F.E.Boynton
- Amorpha × notha E.J.Palmer
- Amorpha ouachitensis Wilbur
- Amorpha paniculata Torr. & A.Gray — Аморфа метельчатая
- Amorpha roemeriana Scheele
- Amorpha schwerinii C.K.Schneid.

### Таксономия
Род Аморфа входит в трибу Amorpheae подсемейства Мотыльковые (Faboideae) семейства Бобовые (Fabaceae) порядка Бобовоцветные (Fabales).
|  |                                      |  |                                                             |                                                             |                   |  | ещё 4 семейства (согласно Системе APG II) | ещё 4 семейства (согласно Системе APG II)    |                                              |  |                |  | ещё около 470 родов | ещё около 470 родов |  |
|  |                                      |  |                                                             |                                                             |                   |  | ещё 4 семейства (согласно Системе APG II) | ещё 4 семейства (согласно Системе APG II)    |                                              |  |                |  | ещё около 470 родов | ещё около 470 родов |  |
|  |                                      |  |                                                             | порядок Бобовоцветные                                       |                   |  |                                           |                                              | подсемейство Мотыльковые                     |  |                |  |                     |                     |  |
|  |                                      |  |                                                             | порядок Бобовоцветные                                       |                   |  |                                           |                                              | подсемейство Мотыльковые                     |  | около 15 видов |  |                     |                     |  |
|  | отдел Цветковые, или Покрытосеменные |  |                                                             |                                                             | семейство Бобовые |  |                                           |                                              | род Аморфа                                   |  |                |  |                     |                     |  |
|  | отдел Цветковые, или Покрытосеменные |  |                                                             |                                                             |                   |  |                                           |                                              |                                              |  |                |  |                     |                     |  |
|  |                                      |  | ещё 44 порядка цветковых растений (согласно Системе APG II) | ещё 44 порядка цветковых растений (согласно Системе APG II) |                   |  |                                           | ещё 2 подсемейства (согласно Системе APG II) | ещё 2 подсемейства (согласно Системе APG II) |  |                |  |                     |                     |  |
|  |                                      |  |                                                             | ещё 44 порядка цветковых растений (согласно Системе APG II) |                   |  |                                           |                                              | ещё 2 подсемейства (согласно Системе APG II) |  |                |  |                     |                     |  |